# Dendrocera bipuncta
Dendrocera bipuncta är en fjärilsart som beskrevs av George Francis Hampson 1895. Dendrocera bipuncta ingår i släktet Dendrocera och familjen bastardsvärmare. Inga underarter finns listade i Catalogue of Life.